# Lascoria fassliata
Lascoria fassliata är en fjärilsart som beskrevs av Paul Dognin 1914. Lascoria fassliata ingår i släktet Lascoria och familjen nattflyn. Inga underarter finns listade i Catalogue of Life.